# جويس برادو
ماريان جويس برادو ريفيرا (بالإسبانية: Joyce Prado)‏ هي عارضة بوليفية، ولدت في 1997 في سانتا كروز دي لا سييرا في بوليفيا. تم تجريدها من لقب ملكة جمال سانتا كروز وملكة جمال بوليفيا بسبب حملها. مثلت بلدها في مسابقة ملكة جمال الكون 2018 في بانكوك، تايلاند في ديسمبر 2018، بعد أن حصلت على ملكة جمال بوليفيا قبل ستة أشهر، وعلى الرغم من إنجازاتها، أعلنت وكالة عرض الأزياء Promociones Gloria التي نظمت مسابقات ملكة جمال سانتا كروز وملكة جمال بوليفيا، ألغت أحدث ألقابها بسبب «خرق العقد» والسبب هو أنها أصبحت حاملاً، فوفقًا لإرشادات ملكة الجمال لا يمكن للمتسابقات أن يتزوجن أو يحملن، وذلك خلال فترة تقلدها التاج وهو عام كامل.

خلال عطلة نهاية الأسبوع، كشفت السيدة «برادو» على إنستجرام أنها وصديقها، العارض رودريجو جيمينيز، يتوقعان أول طفلهما معًا، وكتبت: 
| جويس برادو | «أريد أن أشرككم أنني أسعد امرأة في العالم لأن حياتي مليئة بالحب؛ لأنني مع رجل أحلامي بدأنا نعيش أجمل مرحلة من حياتنا». | جويس برادو |

في البيان الصادر عن Promociones Gloria على الفيسبوك، ذكرت وكالة التصميم أن لديها «علاقات ودية» مع «برادو»، ولم تذكر الشركة صراحة أن حمل «برادو» هو سبب انتزاع ألقابها، ومع ذلك، بعد الإعلان عن «خرق العقد».

## روابط خارجية
- promocionesgloria.com
- missuniverse.com

| الجوائز و الإنجازات      | الجوائز و الإنجازات    | الجوائز و الإنجازات  |
| ------------------------ | ---------------------- | -------------------- |
| سبقه جليسي فيرا نوجر حسن | ملكة جمال بوليفيا 2018 | تبعه فابيانا هورتادو |